# Meuschenia australis
Meuschenia australis är en fiskart som först beskrevs av Donovan 1824.  Meuschenia australis ingår i släktet Meuschenia och familjen filfiskar. Inga underarter finns listade i Catalogue of Life.